# ペンティ・ウオティネン
ペンティ・ウオティネン（Pentti Armas Uotinen1931年9月27日 - 2010年11月3日）は、フィンランド、パイヤト＝ハメ県オリマッティラ出身のスキージャンプ選手。1950年代に国際大会で活躍した。

## プロフィール
1952年のオスロオリンピックに20歳で出場、8位タイとなった。同年のラハティスキーゲームズにおけるジャンプ競技で優勝。
1956-1957シーズンのスキージャンプ週間で総合優勝を達成した。